# Eugen Wüster
Eugen Wüster (* 3. Oktober 1898 in Wieselburg; † 29. März 1977 in Wien) war ein österreichischer Interlinguist und Begründer der Terminologiewissenschaft.

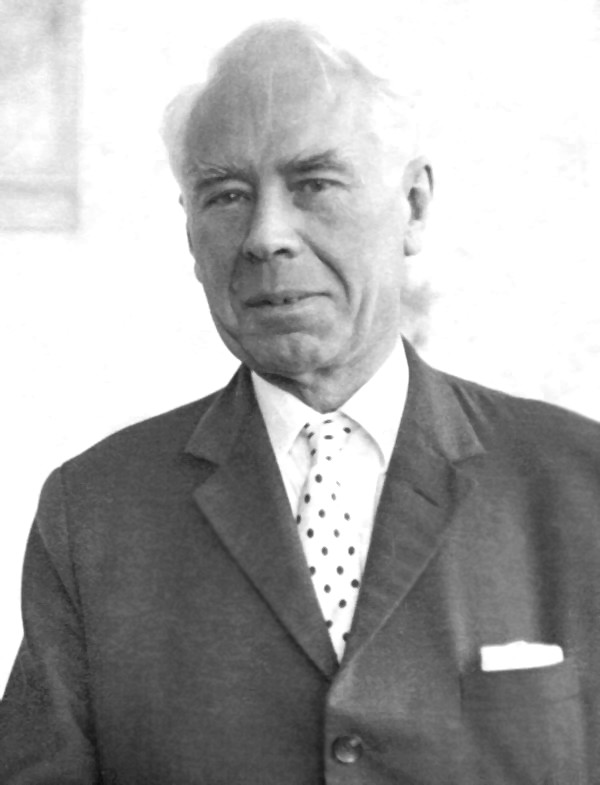
Eugen Wüster (1967)

## Leben
Eugen Wüster begeisterte sich mit 15 Jahren für Esperanto und trat bald als Übersetzer und Autor verschiedener Monografien und Artikel insbesondere zu Fragen der Esperanto-Terminologie und -Lexikografie hervor. Zwischen Sommer 1918 und 1920 erarbeitete er als 20- bis 22-jähriger Student im Kern das Großwörterbuch Enzyklopädisches Wörterbuch Esperanto-Deutsch („Enciklopedia Vortaro“), das bis heute hinsichtlich Detailliertheit und Zuverlässigkeit unübertroffen ist.
Er absolvierte 1927 eine Diplomprüfung in Elektrotechnik an der Technischen Hochschule in Berlin-Charlottenburg.
Die bei seiner lexikographischen Arbeit gesammelten Erfahrungen bildeten die Grundlage für seine 1931 eingereichte Stuttgarter Dissertation „Internationale Sprachnormung in der Technik, besonders in der Elektrotechnik“, die als Grundlagenwerk der Terminologiewissenschaft gilt (2. Aufl. Bonn 1966). Später wandte er sich der Plansprache Interlingua zu und beteiligte sich an der Redaktion der zweiten Auflage der Interlingua Grammar (1971).
Aufgrund seiner Forschungsarbeiten zur internationalen technischen Verständigung wurde 1936 der Ausschuss Nr. 37 für Terminologienormung im Internationalen Normenverband (ISA) eingerichtet.
Wüster prägte die internationalen Grundsätze der Terminologienormung entscheidend und trug Wesentliches zur Grundlegung der modernen Informationsgesellschaft bei.
Er unterrichtete ab 1972 an der Universität Wien. Aus seinem Nachlass wurde dort am Institut für Wissenschaftstheorie und Wissenschaftsforschung das Eugen-Wüster-Archiv eingerichtet.
Nach Wüsters Tod fiel der größte Teil seines Nachlasses an Austrian Standards International. Die nichtstaatliche Normungsorganisation überließ die Dokumente als Dauerleihgabe der Universität Wien, die damit das Eugen-Wüster-Archiv aufbaute. Im Dezember 2018 wurde ein Schenkungsvertrag unterzeichnet, mit dem dieser Teil des Nachlasses in das Eigentum der Universität Wien überging. Der plansprachliche Nachlass, vor allem in Bezug auf Esperanto, wird seit Wüsters Tod vom Esperantomuseum Wien verwahrt.
Für besondere Leistungen in der Terminologieforschung und -wissenschaft wurde von Infoterm – finanziell unterstützt durch die Städte Wien und Wieselburg sowie das Internationale Institut für Terminologieforschung (IITF) und ideell unterstützt durch die Österreichische UNESCO-Kommission, die Österreichische Nationalbibliothek und die Universität Wien – der alle drei Jahre vergebene internationale Eugen Wüster Prize gestiftet. 2005 wurde einmalig der Eugen-Wüster-Sonderpreis vergeben.
In  Wieselburg wurde der Dr.-Eugen-Wüster-Weg ⊙ nach ihm benannt.

## Veröffentlichungen (Auswahl)
- Enciklopedia vortaro Esperanta-germana. Ferdinand Hirt & Sohn, Leipzig 1923.
- La oficiala radikaro kun enkonduko kaj notoj. Esperanto-Verlag Ellersiek & Borel, Berlin und Dresden 1923.
- Maŝinfaka Esperanto-Vortaro prielementa. Ferdinand Hirt & Sohn, Leipzig 1923.
- Esperanto und der Techniker. Die Bedeutung der Welthilfssprache Esperanto für den Techniker, ihr Wesen und ihre Ausbreitung seit dem Weltkriege. 2. Auflage. Esperanto-Verlag Ellersiek & Borel, Berlin und Dresden 1924.
- Die Verhältniswörter des Esperanto. Zugleich eine allgemeine Funktionslehre der Verhältniswörter seiner Quellsprachen. Esperanto-Verlag Ellersiek & Borel, Berlin und Dresden 1924.
- Internationale Sprachnormung in der Technik, besonders in der Elektrotechnik. (Die nationale Sprachnormung und ihre Verallgemeinerung). VDI, Berlin 1931, 2. erweiterte Auflage, Bouvier, Bonn 1966, ISBN 3-416-00320-9 (Dissertation Technische Hochschule Stuttgart 1931, S. 408–412, 85–122, 253–276, 431; gr. 8 DNB 579564843).
- Die Herstellung der Sägeblätter für Holz. Eine Betriebsführung für Sägewerker und andere Sägenfachleute. Springer, Wien 1952
- Bibliography of monolingual scientific and technical glossaries. 2 Bände. Unesco, Paris 1955, 1959.
- Grundbegriffe bei Werkzeugmaschinen. Technical Press / Economic Commission for Europe of the United Nations, London 1967.
- Benennungs- und Wörterbuchgrundsätze. Ihre Anfänge in Deutschland. In: Muttersprache, 1973.
- International bibliography of standardized vocabularies. Bibliographie internationale de vocabulaires normalisés. Internationale Bibliographie der Normwörterbücher. Initiated by Eugen Wüster. Prepared by Helmut Felber [u. a.]. 2nd ed. Saur, München 1979, ISBN 3-598-05502-1.
- Einführung in die allgemeine Terminologielehre und terminologische Lexikographie. 3. Auflage. Romanistischer Verlag, Bonn 1991, ISBN 3-89913-401-X.

### Übersetzungen
- Introduction to the General Theory of Terminology and Terminological Lexicography. Springer, Wien 1979 (englisch)
- Introduction à la théorie générale de la terminologie et à la lexicographie terminologique. Girsterm, Université Laval, Quebec 1979 (französisch)
- Introducción a la teoría general de la terminología y a la lexicografía terminológica. Institut Universitari de Lingüística Aplicada (IULA), Universität Pompeu Fabra, Barcelona 1998, ISBN 84-477-0648-6 (2. Auflage 2003, spanisch)